# Zé Roberto
Zé Roberto, all'anagrafe José Roberto da Silva Júnior (Ipiranga, 6 luglio 1974), è un ex calciatore brasiliano, di ruolo centrocampista.
In carriera ha vestito le maglie di Portuguesa, Real Madrid, Flamengo, Bayer Leverkusen, Bayern Monaco e Santos, per poi tornare al Bayern Monaco nella stagione 2007-2008. È stato titolare della Nazionale brasiliana fino al 2006.

## Caratteristiche tecniche
Di ruolo centrocampista, poteva giocare anche da ala mancina. Si distingueva nel dribbling e nel cross, anche se la sua abilità più apprezzata è quella di incontrista. Disponeva anche di un'ottima fisicità nel proteggere palla dagli attacchi altrui. Inoltre, era molto bravo anche nel giocare tra le linee, con passaggi filtranti precisi, oltre a essere veloce.

## Carriera

### Club
Inizia a giocare nella Portuguesa nel 1994. Nel marzo 1997 si trasferisce al Real Madrid, che lo manda in prestito al Flamengo nel dicembre dello stesso anno. Nel giugno 1998 è acquistato dal Bayer Leverkusen, con cui è finalista perdente della UEFA Champions League 2001-2002. Nell'estate 2002 è acquistato dal Bayern Monaco insieme al compagno di squadra Michael Ballack.
Con la squadra di Monaco ha giocato per quattro stagioni consecutive, dal 2002 al 2006, vincendo 3 campionati tedeschi, 3 Coppe di Germania e una Coppa di Lega tedesca. Il contratto con il Bayern è scaduto il 30 giugno 2006 e Zé Roberto si è poi accordato per un anno con il Santos, tornando così nel campionato brasiliano dopo nove anni. Nell'estate 2007 ha fatto ritorno al Bayern Monaco, conquistando nuovamente il campionato tedesco e la Coppa di Lega.
Il 4 giugno 2009 il giocatore ufficializza che a fine campionato lascerà il Bayern, e ciò viene confermato anche dal presidente Karl-Heinz Rummenigge che gli aveva proposto un prolungamento fino al 30 giugno 2010.
Il 2 luglio 2009 passa all'Amburgo con cui firma un contratto biennale con opzione sul terzo anno, a 4 milioni di euro a stagione.
L'11 luglio 2011 lascia la Bundesliga per approdare in Qatar. Firma con l'Al-Gharafa un contratto biennale.
Il 4 maggio 2012 viene ingaggiato dal Grêmio, legandosi al club brasiliano con un contratto annuale.
Il 23 dicembre 2014 firma un contratto di un anno con il Palmeiras. Con i Verdão arriva al primo posto nel suo girone al Campionato Paulista ma perde la finale con il Santos e il 20 ottobre 2015 rinnova il contratto per altri due anni. Nel Campionato di Serie A arrivano al nono posto e vincono la Coppa del Brasile.
Pur avendo annunciato il suo ritiro a fine anno nel febbraio 2016, dopo essere arrivato primo nel suo girone del Campionato Paulista ma poi eliminato dal Santos in semifinale e dopo aver vinto il Campionato di Serie A con un turno di anticipo, prolunga il contratto di un anno.
Il 25 novembre 2017 si ritira dal calcio giocato all'età di 43 anni, disputando la sua ultima partita, vinta in casa 2-0 contro il Botafogo, due giorni dopo. Nell'ultima giornata di campionato non viene incluso nella lista dei titolari.

### Nazionale
Con la Nazionale brasiliana ha esordito nel 1995. Ha fatto parte della selezione brasiliana convocata per i Mondiali 1998 e 2006, edizione in cui è stato titolare della squadra e ha segnato l'ultimo gol della vittoria per 3-0 contro il Ghana agli ottavi di finale.

## Statistiche

### Presenze e reti nei club
Statistiche aggiornate al 27 novembre 2017.
| Stagione                | Squadra                 | Campionato              | Campionato | Campionato | Coppe nazionali | Coppe nazionali | Coppe nazionali | Coppe continentali | Coppe continentali | Coppe continentali | Altre coppe | Altre coppe | Altre coppe | Totale | Totale |
| Stagione                | Squadra                 | Comp                    | Pres       | Reti       | Comp            | Pres            | Reti            | Comp               | Pres               | Reti               | Comp        | Pres        | Reti        | Pres   | Reti   |
| ----------------------- | ----------------------- | ----------------------- | ---------- | ---------- | --------------- | --------------- | --------------- | ------------------ | ------------------ | ------------------ | ----------- | ----------- | ----------- | ------ | ------ |
| 1994                    | Portuguesa              | A1/SP+A                 | 20+17      | 1+0        | -               | -               | -               | -                  | -                  | -                  | -           | -           | -           | 37     | 1      |
| 1995                    | Portuguesa              | A1/SP+A                 | 23+19      | 0+1        | -               | -               | -               | -                  | -                  | -                  | -           | -           | -           | 42     | 1      |
| 1996                    | Portuguesa              | A1/SP+A                 | 23+25      | 1+0        | -               | -               | -               | -                  | -                  | -                  | -           | -           | -           | 48     | 1      |
| gen. -mar.1997          | Portuguesa              | A1/SP+A                 | 5+0        | 0+0        | -               | -               | -               | -                  | -                  | -                  | -           | -           | -           | 5      | 0      |
| Totale Portuguesa       | Totale Portuguesa       | Totale Portuguesa       | 71+61      | 2+1        |                 | -               | -               |                    | -                  | -                  |             | -           | -           | 132    | 3      |
| mar. -giu.1997          | Real Madrid             | PD                      | 9          | 0          | CR              | 0               | 0               | -                  | -                  | -                  | -           | -           | -           | 9      | 0      |
| 1997-gen. 1998          | Real Madrid             | PD                      | 6          | 0          | CR              | 0               | 0               | UCL                | 4                  | 1                  | SS          | 2           | 0           | 12     | 1      |
| Totale Real Madrid      | Totale Real Madrid      | Totale Real Madrid      | 15         | 0          |                 | 0               | 0               |                    | 4                  | 1                  |             | 2           | 0           | 21     | 1      |
| gen. -giu. 1998         | Flamengo                | A/RJ                    | 12         | 0          | CB              | 5               | 0               | -                  | -                  | -                  | RSP         | 6           | 0           | 23     | 0      |
| 1998-1999               | Bayer Leverkusen        | BL                      | 32         | 4          | CG+CdL          | 1+1             | 0+0             | CU                 | 4                  | 0                  |             | -           | -           | 38     | 4      |
| 1999-2000               | Bayer Leverkusen        | BL                      | 27         | 7          | CG              | 0               | 0               | UCL+CU             | 1+2                | 0                  | -           | -           | -           | 30     | 7      |
| 2000-2001               | Bayer Leverkusen        | BL                      | 24         | 2          | CG              | 1               | 0               | UCL+CU             | 5+2                | 0                  | -           | -           | -           | 32     | 2      |
| 2001-2002               | Bayer Leverkusen        | BL                      | 30         | 4          | CG              | 5               | 0               | UCL                | 15                 | 1                  | -           | -           | -           | 50     | 5      |
| Totale Bayer Leverkusen | Totale Bayer Leverkusen | Totale Bayer Leverkusen | 113        | 17         |                 | 7+1             | 0+0             |                    | 29                 | 1                  |             | -           | -           | 150    | 18     |
| 2002-2003               | Bayern Monaco           | BL                      | 31         | 1          | CG+CdL          | 4+0             | 1+0             | UCL                | 7                  | 0                  |             | -           | -           | 42     | 2      |
| 2003-2004               | Bayern Monaco           | BL                      | 30         | 2          | CG+CdL          | 2+1             | 0+0             | UCL                | 7                  | 0                  |             | -           | -           | 40     | 2      |
| 2004-2005               | Bayern Monaco           | BL                      | 22         | 1          | CG+CdL          | 4+2             | 0+1             | UCL                | 8                  | 1                  |             | -           | -           | 36     | 3      |
| 2005-2006               | Bayern Monaco           | BL                      | 27         | 1          | CG+CdL          | 4+0             | 0+0             | UCL                | 8                  | 0                  |             | -           | -           | 39     | 1      |
| ago. -dic.2006          | Santos                  | A1/SP+A                 | 0+12       | 0+2        | CB              | -               | -               | CS                 | 1                  | 0                  | -           | -           | -           | 13     | 2      |
| gen. -giu.2007          | Santos                  | A1/SP+A                 | 20+1       | 3+0        | -               | -               | -               | CL                 | 14                 | 7                  | -           | -           | -           | 35     | 10     |
| Totale Santos           | Totale Santos           | Totale Santos           | 20+13      | 3+2        |                 | -               | -               |                    | 15                 | 7                  |             | -           | -           | 48     | 12     |
| 2007-2008               | Bayern Monaco           | BL                      | 30         | 5          | CG+CdL          | 6+3             | 0+0             | CU                 | 10                 | 0                  |             | -           | -           | 49     | 5      |
| 2008-2009               | Bayern Monaco           | BL                      | 29         | 4          | CG              | 4               | 1               | UCL                | 9                  | 2                  | -           | -           | -           | 42     | 7      |
| Totale Bayern Monaco    | Totale Bayern Monaco    | Totale Bayern Monaco    | 169        | 14         |                 | 24+6            | 2+1             |                    | 49                 | 3                  |             | -           | -           | 248    | 20     |
| 2009-2010               | Amburgo                 | BL                      | 23         | 6          | CG              | 2               | 0               | UEL                | 14                 | 1                  | -           | -           | -           | 39     | 7      |
| 2010-2011               | Amburgo                 | BL                      | 31         | 1          | CG              | 2               | 0               | -                  | -                  | -                  | -           | -           | -           | 33     | 1      |
| Totale Amburgo          | Totale Amburgo          | Totale Amburgo          | 54         | 7          |                 | 4               | 0               |                    | 14                 | 1                  |             | -           | -           | 72     | 8      |
| 2011-2012               | Al-Gharafa              | QSL                     | 14         | 1          | SJC+QSC+EQC     | ?+?+4           | ?+?+0           | -                  | -                  | -                  | -           | -           | -           | 18     | 1      |
| giu. -dic.2012          | Grêmio                  | PD/RS+A                 | 0+29       | 0+3        | CB              | 0               | 0               | CS                 | 4                  | 1                  | -           | -           | -           | 33     | 4      |
| 2013                    | Grêmio                  | PD/RS+A                 | 9+23       | 4+3        | CB              | 1               | 0               | CL                 | 9                  | 3                  | -           | -           | -           | 42     | 10     |
| 2014                    | Grêmio                  | PD/RS+A                 | 7+31       | 1+0        | CB              | 1               | 0               | CL                 | 5                  | 0                  | -           | -           | -           | 44     | 1      |
| Totale Grêmio           | Totale Grêmio           | Totale Grêmio           | 16+83      | 5+6        |                 | 2               | 0               |                    | 18                 | 4                  |             | -           | -           | 119    | 15     |
| 2015                    | Palmeiras               | A1/SP+A                 | 14+26      | 1+2        | CB              | 9               | 4               | -                  | -                  | -                  | -           | -           | -           | 49     | 7      |
| 2016                    | Palmeiras               | A1/SP+A                 | 9+27       | 0+1        | CB              | 4               | 1               | CL                 | 5                  | 0                  | -           | -           | -           | 45     | 2      |
| 2017                    | Palmeiras               | A1/SP+A                 | 11+15      | 0+0        | CB              | 3               | 0               | CL                 | 5                  | 1                  | -           | -           | -           | 34     | 1      |
| Totale Palmeiras        | Totale Palmeiras        | Totale Palmeiras        | 34+68      | 1+3        |                 | 16              | 5               |                    | 10                 | 1                  |             | -           | -           | 128    | 10     |
| Totale carriera         | Totale carriera         | Totale carriera         | 743        | 62         |                 | 69              | 8               |                    | 139                | 18                 |             | 8           | 0           | 959    | 88     |

### Cronologia presenze e reti in nazionale
| Cronologia completa delle presenze e delle reti in nazionale ― Brasile | Cronologia completa delle presenze e delle reti in nazionale ― Brasile | Cronologia completa delle presenze e delle reti in nazionale ― Brasile | Cronologia completa delle presenze e delle reti in nazionale ― Brasile | Cronologia completa delle presenze e delle reti in nazionale ― Brasile | Cronologia completa delle presenze e delle reti in nazionale ― Brasile | Cronologia completa delle presenze e delle reti in nazionale ― Brasile | Cronologia completa delle presenze e delle reti in nazionale ― Brasile |
| Data                                                                   | Città                                                                  | In casa                                                                | Risultato                                                              | Ospiti                                                                 | Competizione                                                           | Reti                                                                   | Note                                                                   |
| ---------------------------------------------------------------------- | ---------------------------------------------------------------------- | ---------------------------------------------------------------------- | ---------------------------------------------------------------------- | ---------------------------------------------------------------------- | ---------------------------------------------------------------------- | ---------------------------------------------------------------------- | ---------------------------------------------------------------------- |
| 12-8-1995                                                              | Suwon                                                                  | Corea del Sud                                                          | 0 – 1                                                                  | Brasile                                                                | Amichevole                                                             | -                                                                      | Ammonizione                                                            |
| 28-9-1995                                                              | Mineirão                                                               | Brasile                                                                | 2 – 2                                                                  | Romania                                                                | Amichevole                                                             | -                                                                      |                                                                        |
| 11-10-1995                                                             | Salvador                                                               | Brasile                                                                | 2 – 0                                                                  | Uruguay                                                                | Amichevole                                                             | -                                                                      | 69’                                                                    |
| 20-12-1995                                                             | Manaus                                                                 | Brasile                                                                | 3 – 1                                                                  | Colombia                                                               | Amichevole                                                             | -                                                                      | 72’                                                                    |
| 14-1-1996                                                              | Los Angeles                                                            | Brasile                                                                | 5 – 0                                                                  | Honduras                                                               | Gold Cup 1996 - 1º turno                                               | -                                                                      | 81’                                                                    |
| 16-10-1996                                                             | Teresina                                                               | Brasile                                                                | 3 – 1                                                                  | Lituania                                                               | Amichevole                                                             | -                                                                      | 46’                                                                    |
| 13-11-1996                                                             | Curitiba                                                               | Brasile                                                                | 0 – 0                                                                  | Camerun                                                                | Amichevole                                                             | -                                                                      |                                                                        |
| 18-12-1996                                                             | Manaus                                                                 | Brasile                                                                | 1 – 0                                                                  | Bosnia ed Erzegovina                                                   | Amichevole                                                             | -                                                                      | 73’                                                                    |
| 26-2-1997                                                              | Goiânia                                                                | Brasile                                                                | 4 – 2                                                                  | Polonia                                                                | Amichevole                                                             | -                                                                      | 78’                                                                    |
| 2-4-1997                                                               | Brasilia                                                               | Brasile                                                                | 4 – 0                                                                  | Cile                                                                   | Amichevole                                                             | -                                                                      | Ingresso                                                               |
| 10-6-1997                                                              | Parigi                                                                 | Inghilterra                                                            | 0 – 1                                                                  | Brasile                                                                | Torneo di Francia                                                      | -                                                                      | 83’                                                                    |
| 16-6-1997                                                              | Santa Cruz de la Sierra                                                | Brasile                                                                | 3 – 2                                                                  | Messico                                                                | Coppa America 1997 - 1º turno                                          | -                                                                      | 81’                                                                    |
| 19-6-1997                                                              | Santa Cruz de la Sierra                                                | Brasile                                                                | 2 – 0                                                                  | Colombia                                                               | Coppa America 1997 - 1º turno                                          | -                                                                      |                                                                        |
| 29-6-1997                                                              | La Paz                                                                 | Bolivia                                                                | 1 – 3                                                                  | Brasile                                                                | Coppa America 1997 - Finale                                            | 1                                                                      | 62’                                                                    |
| 10-9-1997                                                              | Salvador                                                               | Brasile                                                                | 4 – 2                                                                  | Ecuador                                                                | Amichevole                                                             | -                                                                      |                                                                        |
| 9-10-1997                                                              | Belém                                                                  | Brasile                                                                | 2 – 0                                                                  | Marocco                                                                | Amichevole                                                             | -                                                                      |                                                                        |
| 11-11-1997                                                             | Brasilia                                                               | Brasile                                                                | 3 – 0                                                                  | Galles                                                                 | Amichevole                                                             | -                                                                      | Ammonizione                                                            |
| 7-12-1997                                                              | Johannesburg                                                           | Sudafrica                                                              | 1 – 2                                                                  | Brasile                                                                | Amichevole                                                             | -                                                                      |                                                                        |
| 12-12-1997                                                             | Riyad                                                                  | Arabia Saudita                                                         | 0 – 3                                                                  | Brasile                                                                | Conf. Cup 1997 - 1º turno                                              | -                                                                      |                                                                        |
| 3-6-1998                                                               | Saint-Ouen                                                             | Andorra                                                                | 0 – 3                                                                  | Brasile                                                                | Amichevole                                                             | -                                                                      | 65’                                                                    |
| 3-7-1998                                                               | Nantes                                                                 | Brasile                                                                | 3 – 2                                                                  | Danimarca                                                              | Mondiali 1998 - Quarti di finale                                       | -                                                                      | 87’                                                                    |
| 28-3-1999                                                              | Seul                                                                   | Corea del Sud                                                          | 1 – 0                                                                  | Brasile                                                                | Amichevole                                                             | -                                                                      |                                                                        |
| 5-6-1999                                                               | Salvador                                                               | Brasile                                                                | 2 – 2                                                                  | Paesi Bassi                                                            | Amichevole                                                             | -                                                                      | 87’                                                                    |
| 8-6-1999                                                               | Goiânia                                                                | Brasile                                                                | 3 – 1                                                                  | Paesi Bassi                                                            | Amichevole                                                             | -                                                                      | 76’                                                                    |
| 26-6-1999                                                              | Curitiba                                                               | Brasile                                                                | 3 – 0                                                                  | Lettonia                                                               | Amichevole                                                             | -                                                                      |                                                                        |
| 6-7-1999                                                               | Ciudad del Este                                                        | Brasile                                                                | 1 – 0                                                                  | Cile                                                                   | Coppa America 1999 - 1º turno                                          | -                                                                      |                                                                        |
| 11-7-1999                                                              | Ciudad del Este                                                        | Brasile                                                                | 2 – 1                                                                  | Argentina                                                              | Coppa America 1999 - Quarti di finale                                  | -                                                                      | 73’                                                                    |
| 14-7-1999                                                              | Ciudad del Este                                                        | Brasile                                                                | 2 – 0                                                                  | Messico                                                                | Coppa America 1999 - Semifinale                                        | -                                                                      |                                                                        |
| 18-7-1999                                                              | Asunción                                                               | Brasile                                                                | 3 – 0                                                                  | Uruguay                                                                | Coppa America 1999 - Finale                                            | -                                                                      |                                                                        |
| 24-7-1999                                                              | Guadalajara                                                            | Brasile                                                                | 4 – 0                                                                  | Germania                                                               | Conf. Cup 1999 - 1º turno                                              | 1                                                                      | 82’                                                                    |
| 28-7-1999                                                              | Guadalajara                                                            | Brasile                                                                | 1 – 0                                                                  | Stati Uniti                                                            | Conf. Cup 1999 - 1º turno                                              | -                                                                      |                                                                        |
| 1-8-1999                                                               | Guadalajara                                                            | Brasile                                                                | 8 – 2                                                                  | Arabia Saudita                                                         | Conf. Cup 1999 - Semifinale                                            | 1                                                                      |                                                                        |
| 4-8-1999                                                               | Città del Messico                                                      | Messico                                                                | 4 – 3                                                                  | Brasile                                                                | Conf. Cup 1999 - Finale                                                | 1                                                                      | 11’ 82’                                                                |
| 4-9-1999                                                               | Buenos Aires                                                           | Argentina                                                              | 2 – 0                                                                  | Brasile                                                                | Amichevole                                                             | -                                                                      | 46’                                                                    |
| 7-9-1999                                                               | Porto Alegre                                                           | Brasile                                                                | 4 – 2                                                                  | Argentina                                                              | Amichevole                                                             | -                                                                      | 71’                                                                    |
| 13-11-1999                                                             | Vigo                                                                   | Spagna                                                                 | 0 – 0                                                                  | Brasile                                                                | Amichevole                                                             | -                                                                      | 69’                                                                    |
| 23-2-2000                                                              | Bangkok                                                                | Thailandia                                                             | 0 – 7                                                                  | Brasile                                                                | Amichevole                                                             | -                                                                      |                                                                        |
| 28-3-2000                                                              | Bogotà                                                                 | Colombia                                                               | 0 – 0                                                                  | Brasile                                                                | Qual. Mondiali 2002                                                    | -                                                                      |                                                                        |
| 26-4-2000                                                              | San Paolo                                                              | Brasile                                                                | 3 – 2                                                                  | Ecuador                                                                | Qual. Mondiali 2002                                                    | -                                                                      | 68’                                                                    |
| 23-5-2000                                                              | Cardiff                                                                | Galles                                                                 | 0 – 3                                                                  | Brasile                                                                | Amichevole                                                             | -                                                                      |                                                                        |
| 27-5-2000                                                              | Londra                                                                 | Inghilterra                                                            | 1 – 1                                                                  | Brasile                                                                | Amichevole                                                             | -                                                                      |                                                                        |
| 4-6-2000                                                               | Lima                                                                   | Perù                                                                   | 0 – 1                                                                  | Brasile                                                                | Qual. Mondiali 2002                                                    | -                                                                      | 75’                                                                    |
| 28-6-2000                                                              | Rio de Janeiro                                                         | Brasile                                                                | 1 – 1                                                                  | Uruguay                                                                | Qual. Mondiali 2002                                                    | -                                                                      | 69’                                                                    |
| 18-7-2000                                                              | Asunción                                                               | Paraguay                                                               | 2 – 1                                                                  | Brasile                                                                | Qual. Mondiali 2002                                                    | -                                                                      | 56’                                                                    |
| 26-7-2000                                                              | San Paolo                                                              | Brasile                                                                | 3 – 1                                                                  | Argentina                                                              | Qual. Mondiali 2002                                                    | -                                                                      | 60’                                                                    |
| 8-10-2000                                                              | Maracaibo                                                              | Venezuela                                                              | 0 – 6                                                                  | Brasile                                                                | Qual. Mondiali 2002                                                    | -                                                                      | 66’                                                                    |
| 7-11-2001                                                              | La Paz                                                                 | Bolivia                                                                | 3 – 1                                                                  | Brasile                                                                | Qual. Mondiali 2002                                                    | -                                                                      | 54’                                                                    |
| 20-11-2002                                                             | Seul                                                                   | Corea del Sud                                                          | 2 – 3                                                                  | Brasile                                                                | Amichevole                                                             | -                                                                      |                                                                        |
| 12-2-2003                                                              | Canton                                                                 | Cina                                                                   | 0 – 0                                                                  | Brasile                                                                | Amichevole                                                             | -                                                                      | 74’                                                                    |
| 29-3-2003                                                              | Porto                                                                  | Portogallo                                                             | 2 – 1                                                                  | Brasile                                                                | Amichevole                                                             | -                                                                      | 46’                                                                    |
| 30-4-2003                                                              | Guadalajara                                                            | Messico                                                                | 0 – 0                                                                  | Brasile                                                                | Amichevole                                                             | -                                                                      | 84’                                                                    |
| 7-9-2003                                                               | Barranquilla                                                           | Colombia                                                               | 1 – 2                                                                  | Brasile                                                                | Qual. Mondiali 2006                                                    | -                                                                      |                                                                        |
| 10-9-2003                                                              | Manaus                                                                 | Brasile                                                                | 1 – 0                                                                  | Ecuador                                                                | Qual. Mondiali 2006                                                    | -                                                                      |                                                                        |
| 12-10-2003                                                             | Leicester                                                              | Giamaica                                                               | 0 – 1                                                                  | Brasile                                                                | Amichevole                                                             | -                                                                      |                                                                        |
| 16-11-2003                                                             | Lima                                                                   | Perù                                                                   | 1 – 1                                                                  | Brasile                                                                | Qual. Mondiali 2006                                                    | -                                                                      | 82’                                                                    |
| 19-11-2003                                                             | Curitiba                                                               | Brasile                                                                | 3 – 3                                                                  | Uruguay                                                                | Qual. Mondiali 2006                                                    | -                                                                      |                                                                        |
| 18-2-2004                                                              | Dublino                                                                | Irlanda                                                                | 0 – 0                                                                  | Brasile                                                                | Amichevole                                                             | -                                                                      |                                                                        |
| 31-3-2004                                                              | Asunción                                                               | Paraguay                                                               | 0 – 0                                                                  | Brasile                                                                | Qual. Mondiali 2006                                                    | -                                                                      |                                                                        |
| 28-4-2004                                                              | Budapest                                                               | Ungheria                                                               | 1 – 4                                                                  | Brasile                                                                | Amichevole                                                             | -                                                                      | 46’                                                                    |
| 20-5-2004                                                              | Saint-Denis                                                            | Francia                                                                | 0 – 0                                                                  | Brasile                                                                | Amichevole                                                             | -                                                                      | 46’                                                                    |
| 2-6-2004                                                               | Belo Horizonte                                                         | Brasile                                                                | 3 – 1                                                                  | Argentina                                                              | Qual. Mondiali 2006                                                    | -                                                                      | 39’                                                                    |
| 9-10-2004                                                              | Maracaibo                                                              | Venezuela                                                              | 2 – 5                                                                  | Brasile                                                                | Qual. Mondiali 2006                                                    | -                                                                      |                                                                        |
| 13-10-2004                                                             | Maceió                                                                 | Brasile                                                                | 0 – 0                                                                  | Colombia                                                               | Qual. Mondiali 2006                                                    | -                                                                      | 84’                                                                    |
| 9-2-2005                                                               | Hong Kong                                                              | Hong Kong                                                              | 1 – 7                                                                  | Brasile                                                                | Amichevole                                                             | -                                                                      | 75’                                                                    |
| 27-3-2005                                                              | Goiânia                                                                | Brasile                                                                | 1 – 0                                                                  | Perù                                                                   | Qual. Mondiali 2006                                                    | -                                                                      |                                                                        |
| 30-3-2005                                                              | Montevideo                                                             | Uruguay                                                                | 1 – 1                                                                  | Brasile                                                                | Qual. Mondiali 2006                                                    | -                                                                      | 68’                                                                    |
| 5-6-2005                                                               | Porto Alegre                                                           | Brasile                                                                | 4 – 1                                                                  | Paraguay                                                               | Qual. Mondiali 2006                                                    | 1                                                                      |                                                                        |
| 8-6-2005                                                               | Buenos Aires                                                           | Argentina                                                              | 3 – 1                                                                  | Brasile                                                                | Qual. Mondiali 2006                                                    | -                                                                      |                                                                        |
| 16-6-2005                                                              | Lipsia                                                                 | Brasile                                                                | 3 – 0                                                                  | Grecia                                                                 | Conf. Cup 2005 - 1º turno                                              | -                                                                      |                                                                        |
| 19-6-2005                                                              | Hannover                                                               | Messico                                                                | 1 – 0                                                                  | Brasile                                                                | Conf. Cup 2005 - 1º turno                                              | -                                                                      |                                                                        |
| 22-6-2005                                                              | Colonia                                                                | Giappone                                                               | 2 – 2                                                                  | Brasile                                                                | Conf. Cup 2005 - 1º turno                                              | -                                                                      | 66’ 78’                                                                |
| 25-6-2005                                                              | Norimberga                                                             | Germania                                                               | 2 – 3                                                                  | Brasile                                                                | Conf. Cup 2005 - Semifinale                                            | -                                                                      |                                                                        |
| 29-6-2005                                                              | Francoforte sul Meno                                                   | Brasile                                                                | 4 – 1                                                                  | Argentina                                                              | Conf. Cup 2005 - Finale                                                | -                                                                      | [ 26 ]                                                                 |
| 17-8-2005                                                              | Spalato                                                                | Croazia                                                                | 1 – 1                                                                  | Brasile                                                                | Amichevole                                                             | -                                                                      | 66’                                                                    |
| 4-9-2005                                                               | Brasilia                                                               | Brasile                                                                | 5 – 0                                                                  | Cile                                                                   | Qual. Mondiali 2006                                                    | -                                                                      |                                                                        |
| 12-10-2005                                                             | Belém                                                                  | Brasile                                                                | 3 – 0                                                                  | Venezuela                                                              | Qual. Mondiali 2006                                                    | -                                                                      | 68’                                                                    |
| 12-11-2005                                                             | Abu Dhabi                                                              | Emirati Arabi Uniti                                                    | 0 – 8                                                                  | Brasile                                                                | Amichevole                                                             | -                                                                      | 46’                                                                    |
| 1-3-2006                                                               | Mosca                                                                  | Russia                                                                 | 0 – 1                                                                  | Brasile                                                                | Amichevole                                                             | -                                                                      |                                                                        |
| 4-6-2006                                                               | Ginevra                                                                | Brasile                                                                | 4 – 0                                                                  | Nuova Zelanda                                                          | Amichevole                                                             | -                                                                      | 64’                                                                    |
| 13-6-2006                                                              | Berlino                                                                | Brasile                                                                | 1 – 0                                                                  | Croazia                                                                | Mondiali 2006 - 1º turno                                               | -                                                                      |                                                                        |
| 18-6-2006                                                              | Monaco di Baviera                                                      | Brasile                                                                | 2 – 0                                                                  | Australia                                                              | Mondiali 2006 - 1º turno                                               | -                                                                      |                                                                        |
| 22-6-2006                                                              | Dortmund                                                               | Giappone                                                               | 1 – 4                                                                  | Brasile                                                                | Mondiali 2006 - 1º turno                                               | -                                                                      | 71’                                                                    |
| 27-6-2006                                                              | Dortmund                                                               | Brasile                                                                | 3 – 0                                                                  | Ghana                                                                  | Mondiali 2006 - Ottavi di finale                                       | 1                                                                      |                                                                        |
| 1-7-2006                                                               | Francoforte sul Meno                                                   | Brasile                                                                | 0 – 1                                                                  | Francia                                                                | Mondiali 2006 - Quarti di finale                                       | -                                                                      |                                                                        |
| Totale                                                                 |                                                                        | Presenze                                                               | 84                                                                     |                                                                        | Reti                                                                   | 6                                                                      |                                                                        |

## Palmarès

### Club

#### Competizioni statali
- Campionato paulista: 2

Santos: 2006, 2007

#### Competizioni nazionali
- Campionato spagnolo: 1

Real Madrid: 1996-1997
- Supercoppa di Spagna: 1

Real Madrid: 1997
- Campionato tedesco: 4

Bayern Monaco: 2002-2003, 2004-2005, 2005-2006, 2007-2008
- Coppa di Germania: 4

Bayern Monaco: 2002-2003, 2004-2005, 2005-2006, 2007-2008
- Coppa di Lega tedesca: 2

Bayern Monaco: 2004, 2007
- Emir of Qatar Cup: 1

Al-Gharafa: 2012
- Coppa del Brasile: 1

Palmeiras: 2015
- Campionato brasiliano: 1

Palmeiras: 2016

### Nazionale
- Coppa America: 2

1997, 1999
- Confederations Cup: 2

1997, 2005

### Individuale
- All-Star Team dei mondiali: 1

Germania 2006